# Família Rothschild

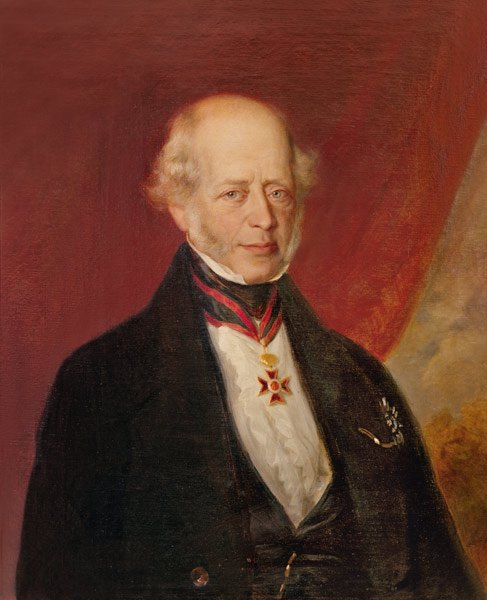
Mayer Amschel Rothschild, fundador da dinastia

A Família Rothschild é uma família judia, com origem em Frankfurt am Main, Alemanha, que estabeleceu uma dinastia bancária na Europa.
Prosperou no fim do século XVIII, e chegou a ultrapassar as mais poderosas famílias bancárias rivais da época, como a família Baring e a família Berenberg.
Acredita-se que quando a família estava no seu auge, no século XIX, possuía a maior fortuna privada no mundo — assim como a mais larga fortuna da Idade Moderna. Acredita-se que a fortuna subsequentemente diminuiu, pois foi dividida entre centenas de descendentes. Hoje, os negócios da família Rothschild estão numa escala muito menor que no século XIX, embora estejam envolvidos em diversos campos, incluindo: mineração, bancos, energia, agricultura mista, vinho e instituições de caridade.
Os Rothschild participaram dos negócios mais dinâmicos durante a Revolução Industrial, em especial a indústria têxtil, que florescia. As tecelagens mecanizadas da Inglaterra produziam tecidos de qualidade em grande quantidade.
Passaram a negociar também essa mercadoria. O comércio do algodão oriundo da América do Norte para as tecelagens na Grã-Bretanha permitiu que a Casa Rothschild criasse vínculos através do Atlântico, com a florescente economia estadunidense.
Os Rothschilds já possuíam uma grande fortuna antes das Guerras Napoleônicas (1803–1815). Em uma oportunidade, a rede de mensageiros da família, espalhada pela Europa, permitiu que Nathan de Rothschild recebesse em Londres notícia da vitória de Wellington na batalha de Waterloo com um dia de antecedência, a chegada dos mensageiros oficiais do governo britânico.
A família Rothschild tem sido frequentemente alvo de várias teorias, muitas inverídicas, sendo a mais famosa a narrativa de que Nathan Rothschild, o fundador da filial londrina do banco da família haveria espalhado um boato de que a Inglaterra haveria perdido a batalha de Waterloo e assim causado um grande "crash" na bolsa para comprar barato as ações de empresas ali negociadas e obter grande lucro no dia seguinte, quando chegaria a informação oficial da vitória inglesa. A história foi recentemente analisada e classificada como completa difamação pelo jornal inglês The Independent.
Desde o início do século XIX, a família é reconhecida por suas consideráveis contribuições de caridade, particularmente nas artes e na educação.

## Origem e ascensão do nome Rothschild
O primeiro membro da família que ficou conhecido por usar o nome "Rothschild" foi Izaak Elchanan Rothschild, nascido em 1577. O nome significa "Escudo Vermelho" em alto-alemão antigo.
A ascensão da família para a preeminência internacional iniciou-se em 1744, com o nascimento de Mayer Amschel Rothschild em Frankfurt am Main, Alemanha. Foi filho de Amschel Moses Rothschild (nascido cerca 1710), um cambista que havia negociado com o Príncipe de Hesse. Nascido no gueto judaico (chamado "Judengasse"), Mayer construiu uma casa de finanças e espalhou seu império por instalar cada um de seus cinco filhos nos principais centros financeiros europeus, para conduzir negócios.
Seus filhos foram:
- Amschel Mayer Rothschild (1773–1855): Frankfurt, faleceu sem filhos e sua fortuna foi herdada pelos irmãos Salomon e Calmann
- Salomon Mayer Rothschild (1774–1855): Viena
- Nathan Mayer Rothschild (1777–1836): Londres
- Calmann Mayer Rothschild (1788–1855): Nápoles
- Jakob Mayer Rothschild (1792–1868): Paris

## Nathan Mayer Rothschild e o N M Rothschild & Sons
Dos filhos de Mayer Amschel Rothschild que empreenderam, Nathan (1777–1836), foi àquele que obteve o maior sucesso nos negócios. Havendo cada um dos filhos de Mayer estabelecido uma filial bancária nos principais centros de negócios da Europa, os Rothschilds foram de fato o primeiro banco a ter operações internacionais, em diversos mercados. Nathan foi um pioneiro em finanças internacionais e utilizando-se de uma rede de correspondentes para se comunicar com seus irmãos, atuou como uma espécie de Banco Central da Europa – Intermediando compras para Reis, socorrendo bancos centrais dos países europeus e financiando projetos de infraestrutura como ferrovias, que ajudaram o começo da revolução industrial.
Nathan se estabeleceu na Inglaterra em 1798. Primeiramente ele fundou uma companhia têxtil com capital de £ 20.000 (que seria equivalente hoje em dia a £ 1,9 milhões) Ele também começou uma operação de corretora de valores na bolsa de Londres — a London Stock Exchange e posteriormente, em 1811 fundou um banco O N M Rothschild & Sons Ltd. que segue controlado pela família Rothschild até os dias de hoje. Em 1818, ele garantiu um empréstimo de 5 milhões de libras (equivalente a 340 milhões de libras em 2017) para o governo da Prússia, e a emissão de títulos para empréstimos para governos foi uma marca dos negócios de seu banco. Ele ganhou uma posição de tal poder na cidade de Londres que, em 1825-26, conseguiu fornecer moeda suficiente para o Banco da Inglaterra, a fim de evitar uma crise de liquidez no mercado. Assim como os demais bancos abertos na Europa pela família Rothschild, o N M Rothschild & Sons forneceu crédito a governos durante épocas de guerra e crises.[carece de fontes?]
Nathan Meyer Rothschild é reconhecido pelo seu papel na defesa do fim do tráfico de escravos, financiando a emissão de 15 milhões de libras esterlinas que eram necessária para aprovar a Lei de Abolição da Escravatura em 1833.

## Guerras Napoleônicas
Os Rothschilds possuíam enorme prestígio no mercado financeiro internacional e uma grande fortuna antes do início das guerras Napoleônicas (1803–1815), e a família já possuía proeminência no comércio de ouro nesta época. De Londres, entre 1813 e 1815, Nathan Mayer Rothschild foi essencial em financiar praticamente sozinho a campanha militar britânica, organizando o envio de barras de ouro para o exército do Duque de Wellington em toda a Europa, assim como organizando o pagamento de subsídios financeiros britânicos aos seus aliados continentais. Apenas em 1815, os Rothschilds providenciaram £ 9,8 milhões (equivalente a cerca de US$ 10,1 bilhões em 2017) em empréstimos subsidiados a aliados britânicos.
Os irmãos que estavam estabelecidos nos principais centros financeiros europeus (Londres, Viena, Paris, Frankfurt e Nápoles) desenvolveram uma rede de agentes, transportadores e correios para o transporte de ouro por todo o continente. A rede da família possibilitou a Nathan Rothschild obter informações políticas e financeiras à frente de seus pares, proporcionando-lhe uma vantagem nos mercados financeiro e tornando a casa de Rothschild ainda mais inestimável para o governo britânico.
Em uma oportunidade, a rede familiar permitiu que Nathan recebesse em Londres a notícia da vitória de Wellington na Batalha de Waterloo um dia antes dos mensageiros oficiais do governo. A primeira preocupação de Rothschild nessa ocasião não foi a potencial vantagem financeira que o conhecimento lhe daria; ele e seu mensageiro imediatamente levaram a notícia ao governo.
N. Rothschild calculou que a futura redução do endividamento do governo provocada pela paz criaria um salto no preço dos títulos do governo britânico. No que foi descrito como um dos movimentos mais audaciosos da história financeira, Nathan imediatamente comprou títulos do governo, para após dois anos vendê-los no pico do mercado em 1817, obtendo um lucro de cerca de 40%. Dado o enorme poder de alavancagem que a família Rothschild tinha à sua disposição, esse lucro foi enorme.

## Finanças internacionais
Os negócios da família Rothschild foram instrumentais durante o processo de industrialização da Europa, por exemplo no apoio a construção de sistemas ferroviários em todo o mundo e no financiamento de projetos complexos para o governo como o Canal de Suez.
A família Rothschild esteve diretamente envolvida na Independência do Brasil no início do século XIX. Pelo acordo com o governo português, o governo brasileiro deveria pagar uma indenização de dois milhões de libras esterlinas ao Reino para que Portugal aceitasse a independência do Brasil. A N M Rothschild & Sons foi proeminente em levantar este capital para o governo do recém-formado Império do Brasil. Uma correspondência de Samuel Phillips & Co., em 1824, sugere o envolvimento próximo dos Rothschilds na ocasião.
Grandes empresas do século XIX foram fundadas com capital familiar dos Rothschild incluindo:
- Alliance Assurance (1824) (agora Royal & Sun Alliance)[13]
- Chemin de Fer du Nord (1845)[14]
- Rio Tinto mining company (1873)[15]
- Eramet (1880)[carece de fontes?]
- Imerys (1880)[16]
- De Beers (1888)[17]

Desde o final do século XIX, a família assumiu um perfil público discreto, doando muitas propriedades famosas, bem como vastas quantidades de arte, para a caridade, e geralmente evitando exibições publicas de riqueza. Hoje, as empresas Rothschild tem uma dimensão menor no mercado global do que durante o século XIX, embora estejam presente em diversos setores da economia, incluindo: imóveis, serviços financeiros, agricultura mista, energia, mineração, vinicultura e organizações sem fins lucrativos.[carece de fontes?]